# GEAS Basket 2020-2021
Questa voce raccoglie le informazioni riguardanti il Geas Basket Sesto San Giovanni nelle competizioni ufficiali della stagione 2020-2021.

## Stagione
Nella stagione 2020-2021 il Geas Basket Sesto San Giovanni, sponsorizzato Allianz, ha disputato per la trentunesima volta la massima serie.

## Verdetti stagionali
- Serie A1: (29 partite)

stagione regolare: 5º posto su 14 squadre (17-9);
play-off: quarti di finale persi contro Bologna (1-2).
- Coppa Italia:

Quarti di finale persi a tavolino contro Bologna (0-20).
- Supercoppa italiana: (1 partita)

Quarti di finale persi contro Ragusa (64-70).

## Rosa
|    | Naz.                                           | Ruolo | Sportivo         | Anno | Alt. |  |        |
| -- | ---------------------------------------------- | ----- | ---------------- | ---- | ---- |  | ------ |
| 00 | Italia (bandiera)                              | P     | Caterina Dotto   | 1993 | 165  |  | [ 2 ]  |
| 1  | Stati Uniti (bandiera) · Porto Rico (bandiera) | AP    | Jazmon Gwathmey  | 1993 | 188  |  |        |
| 5  | Italia (bandiera)                              | P     | Giulia Arturi    | 1987 | 175  |  | (cap.) |
| 6  | Italia (bandiera)                              | A     | Martina Grassia  | 2001 | 180  |  |        |
| 6  | Italia (bandiera)                              | G     | Ilaria Nespoli   | 2002 | 177  |  | [ 4 ]  |
| 7  | Italia (bandiera)                              | A     | Sara Ronchi      | 2003 | 182  |  |        |
| 8  | Italia (bandiera)                              | P     | Costanza Verona  | 1999 | 170  |  |        |
| 9  | Italia (bandiera)                              | A     | Sara Crudo       | 1995 | 184  |  |        |
| 10 | Slovacchia (bandiera)                          | C     | Sabína Oroszová  | 1993 | 190  |  |        |
| 11 | Italia (bandiera)                              | P     | Federica Merisio | 2003 | 170  |  |        |
| 12 | Stati Uniti (bandiera)                         | C     | Bashaara Graves  | 1994 | 188  |  |        |
| 14 | Italia (bandiera)                              | PG    | Ilaria Panzera   | 2002 | 178  |  |        |
| 17 | Italia (bandiera)                              | A     | Caterina Gilli   | 2002 | 181  |  |        |
| 18 | Italia (bandiera)                              | G     | Marta Pellegrini | 2002 | 177  |  |        |
| 20 | Italia (bandiera)                              | C     | Elisa Ercoli     | 1995 | 190  |  |        |

## Risultati

### Supercoppa italiana
| Arbitri: | Stefano Wassermann (Trieste) Rebecca Di Marco (Ferrara) Massimiliano Spessot (Romans d'Isonzo) |

|             |          |           |
| Marshall 20 | Punti    | 22 Graves |
| Trucco 4    | Assist   | 5 Verona  |
| Kuier 14    | Rimbalzi | 13 Graves |

## Statistiche

### Statistiche di squadra
| Competizione        | Punti | In casa | In casa | In casa | In casa | In casa | In trasferta | In trasferta | In trasferta | In trasferta | In trasferta | Totale | Totale | Totale | Totale | Totale | Totale |
| Competizione        | Punti | G       | V       | P       | Ptf     | Pts     | G            | V            | P            | Ptf          | Pts          | G      | V      | P      | Ptf    | Pts    | Diff.  |
| ------------------- | ----- | ------- | ------- | ------- | ------- | ------- | ------------ | ------------ | ------------ | ------------ | ------------ | ------ | ------ | ------ | ------ | ------ | ------ |
| Serie A1            | 34    | 13      | 8       | 5       | 965     | 897     | 13           | 9            | 4            | 918          | 818          | 26     | 17     | 9      | 1883   | 1715   | +168   |
| Play-off            |       | 1       | 1       | 0       | 87      | 59      | 2            | 0            | 2            | 113          | 133          | 3      | 1      | 2      | 200    | 192    | +8     |
| Coppa Italia        |       | -       | -       | -       | -       | -       | 1            | 0            | 1            | 0            | 20           | 1      | 0      | 1      | 0      | 20     | -20    |
| Supercoppa italiana |       | -       | -       | -       | -       | -       | 1            | 0            | 1            | 64           | 70           | 1      | 0      | 1      | 64     | 70     | -6     |
| Totale              |       | 14      | 9       | 5       | 1052    | 956     | 17           | 9            | 8            | 1095         | 1041         | 31     | 18     | 13     | 2147   | 1997   | +150   |

### Statistiche delle giocatrici
Campionato (stagione regolare e play-off)
| Giocatrice       | Partite | Partite | Min. | Pun | Tiri da 2 | Tiri da 2 | Tiri da 2 | Tiri da 3 | Tiri da 3 | Tiri da 3 | Tiri Liberi | Tiri Liberi | Tiri Liberi | Rimbalzi | Rimbalzi | Rimbalzi | Palle | Palle | Stopp. | Stopp. | Ass | Falli | Falli | Val. |
| Giocatrice       | Pr      | PG      | Min. | Pun | R         | T         | %         | R         | T         | %         | R           | T           | %           | D        | O        | T        | P     | R     | S      | D      | Ass | F     | S     | Val. |
| ---------------- | ------- | ------- | ---- | --- | --------- | --------- | --------- | --------- | --------- | --------- | ----------- | ----------- | ----------- | -------- | -------- | -------- | ----- | ----- | ------ | ------ | --- | ----- | ----- | ---- |
| Giulia Arturi    | 29      | 28      | 499  | 90  | 16        | 43        | 37        | 15        | 38        | 39        | 13          | 16          | 81          | 33       | 9        | 42       | 36    | 13    | 1      |        | 53  | 31    | 23    | 100  |
| Sara Crudo       | 14      | 13      | 260  | 104 | 27        | 42        | 64        | 9         | 20        | 45        | 23          | 30          | 77          | 36       | 4        | 40       | 17    | 11    | 1      | 2      | 17  | 23    | 30    | 130  |
| Caterina Dotto   | 14      | 13      | 284  | 60  | 14        | 41        | 34        | 7         | 31        | 23        | 11          | 20          | 55          | 18       | 5        | 23       | 14    | 16    | 3      |        | 30  | 18    | 23    | 57   |
| Elisa Ercoli     | 28      | 28      | 468  | 128 | 57        | 104       | 55        | 0         | 1         | 0         | 14          | 18          | 78          | 97       | 42       | 139      | 24    | 8     | 1      | 4      | 9   | 55    | 25    | 181  |
| Caterina Gilli   | 28      | 23      | 309  | 74  | 18        | 34        | 53        | 4         | 23        | 17        | 26          | 39          | 67          | 28       | 15       | 43       | 17    | 18    | 2      | 1      | 17  | 46    | 25    | 65   |
| Martina Grassia  | 2       | 0       |      | 0   |           |           |           |           |           |           |             |             |             |          |          |          |       |       |        |        |     |       |       |      |
| Bashaara Graves  | 28      | 28      | 849  | 417 | 163       | 271       | 60        | 6         | 24        | 25        | 73          | 90          | 81          | 145      | 92       | 237      | 44    | 25    | 12     | 1      | 43  | 54    | 77    | 547  |
| Jazmon Gwathmey  | 27      | 26      | 796  | 367 | 95        | 199       | 48        | 42        | 104       | 40        | 51          | 60          | 85          | 110      | 21       | 131      | 64    | 23    | 6      | 8      | 50  | 70    | 64    | 328  |
| Federica Merisio | 28      | 14      | 78   | 8   | 1         | 7         | 14        | 2         | 11        | 18        | 0           | 4           | 0           | 4        | 3        | 7        | 5     | 4     | 2      |        | 4   | 11    | 4     | -10  |
| Ilaria Nespoli   | 4       | 1       | 1    | 0   |           |           |           |           |           |           |             |             |             |          |          |          |       |       |        |        |     |       |       |      |
| Sabína Oroszová  | 29      | 29      | 806  | 297 | 84        | 169       | 50        | 35        | 112       | 31        | 24          | 30          | 80          | 129      | 40       | 169      | 48    | 33    | 7      | 1      | 44  | 69    | 58    | 310  |
| Ilaria Panzera   | 24      | 21      | 566  | 166 | 37        | 92        | 40        | 25        | 75        | 33        | 17          | 26          | 65          | 43       | 20       | 63       | 38    | 44    | 3      | 4      | 44  | 47    | 34    | 153  |
| Marta Pellegrini | 8       | 3       | 4    | 0   | 0         | 1         | 0         | 0         | 1         | 0         |             |             |             |          |          |          |       |       |        |        |     |       |       | -2   |
| Sara Ronchi      | 28      | 12      | 52   | 9   | 4         | 6         | 67        | 0         | 8         | 0         | 1           | 2           | 50          | 5        | 1        | 6        | 5     | 1     |        |        | 3   | 4     | 1     |      |
| Costanza Verona  | 29      | 29      | 827  | 363 | 94        | 191       | 49        | 43        | 122       | 35        | 46          | 60          | 77          | 94       | 30       | 124      | 56    | 44    | 4      | 8      | 98  | 79    | 66    | 374  |